# Алегория на справедливостта
Картината „Алегория на справедливостта“ е дело на художника Джорджо Вазари от 1543 г. Изложена е в Зала 2 на Национален музей „Каподимонте“ в Неапол, Италия като част от Колекция „Фарнезе“. Използвана е техниката на маслени бои върху дърво.

## История
Картината е поръчана на Джорджо Вазари на 6 януари 1543 г. от кардинал Алесандро Фарнезе, който желае платно с алегория, възхваляваща Справедливостта. След като вижда картината завършена, кардиналът остава доволен и платното бива изложено в Зала 1 на Канцлерския дворец в Рим. По-късно, като част от Колекция „Фарнезе“, тя е преместена в Неапол и впоследствие е изложена в Зала 2 на Музей „Каподимонте“.

## Описание
Това е сложна иконография, предложена на Вазари от Паоло Джовио. В центъра на творбата е изобразена Справедливостта, полугола, прегръщаща щраус с лявата си ръка – животно, което поради своята бавност и упоритост символизира търпението различни ежедневни ситуации. С дясната си ръка тя коронясва Истината. Истината, представена от Времето, изобразено на заден план като брадат старец, държи в ръцете си два гълъба – символ на невинността. Други символи, които се откриват в главната фигура, се отнасят до теми, присъстващи на фреските в Залата на Константин (част от Стаите на Рафаело във Ватиканските музеи) и в погребалния паметник на папа Адриан VI в църквата Санта Мария дел Анима в Рим. В краката на Справедливостта, привързани с каиши, сякаш са арестувани, са изобразени седемте порока, а именно страхът, невежеството, корупцията, жестокостта, злословенето, лъжата и предателството. Разнообразното използване на цветове, почти метални, приближават картината до тези на Микеланджело Буонароти, с тази разлика че в картината на Джорджо Вазари фигурите не са с телосложение на Херкулес.